# Batthyány Pál (1860–1934)
Németújvári gróf Batthyány Pál Lajos Norbert Farkas (Kustány, 1860. január 20. – Zalacsány, 1934. augusztus 8.) politikus, császári és királyi kamarás, Zala vármegye főispánja, országgyűlési képviselő a Függetlenségi és Negyvennyolcas Párt programjával, a zalai törvényhatóság örökös tagja, földbirtokos.

## Családja
Az előkelő római katolikus dunántúli főnemesi származású németújvári gróf Batthyány család sarja. Édesapja gróf Batthyány Guido "Gedő" (1824–1882), nagybirtokos, édesanyja eörményesi és karánsebesi báró Fiáth Borbála (1825–1910) volt. Apai nagyszülei gróf Batthyány Károly (1799–1852), 1848-as Zala megye Szántói járása nemzetőr zászlóaljának parancsnoka, földbirtokos, valamint nádasdi és fogarasföldi gróf Nádasdy Ernestine (1801–1829) asszony voltak. Anyai nagyszülei eörményesi és karánsebesi báró Fiáth József (1784–1868), császári és királyi kamarás, valamint luzsnai és regliczei báró Luzénszky Franciska (1791–1855) voltak. Batthyány Pál grófnak több testvére volt: gróf Batthyány Ernő (1855–?), akinek a neje, Robiczek Mária Anna (1866–1933); gróf Batthyány József (1858–1922), akinek a neje, várbogyai és nagymadi Bogyay Vilma; gróf Batthyány Vilma (1864–1942), gyülevészi földbirtokosnő, akinek a férje, Vendrey László (1856–1927), középiskolai rajztanár, festőművész, és földbirtokos; gróf Batthyány Ádám (1868–1921), földbirtokos; valamint gróf Batthyány Julianna (1853–1922), akinek az első férje, báró Ernst Emanuel Haan von Haanendahl (1839–1887), majd a második, báró Emilian Bartholomäus von Gödel-Lannoy.

## Élete
Középiskoláit a bécsi Thereziánumban végezte. 1880-ban a hadsereg kötelékébe lépett, 1896-ban huszárkapitányi rangban megvált a katonai szolgálattól. 1896 után 1905-ig gazdálkodással foglalkozott, 1905-ben vezére lett Zala vármegyében a nemzeti ellentállásnak. Zala vármegye Kormánybiztos-főispánja volt 1906. április 23.-a és 1909. december 13.-a között. Főispánsága alatt sokan úgy vélekedtek róla, hogy "igen népszerű ember, mindenki szereti, tiszteli és nagyrabecsüli a megyében.... Nemcsak azért (szeretik a vármegyében), mert egyenes, őszinte, kurucz magyar, hanem azért is, mert nem csupán vadásztársaságoknak a kedviért tartózkodik a vármegye székhelyén, hanem itt lakik állandóan s részt vesz a városnak társadalmában: ma a karácsonyfaegylet tea-estélyén van, holnap az iparosok mulatságán, iparosifjak műkedvelői előadásán. S mindezt nem erőltetésből, s nem külszinből teszi. Értsük meg a dolgot, nem azért szeretik, mert elmegy a társaságokba, hanem azért szeretik, mert a közügyek társaságaiban érdeklődéssel őszinte vonzalommal vesz részt.... Oroszlán része van abban, hogy a Balatonparti vasutat tavasszal már megkezdik. Ez az új vonal BörgödnóI ágazik el s a Balatonparton végig jőn Tapolczáig.  A főispán leköszönt a hivataláról egy súlyos "szembaj" miatt, amiért kellett őt megoperálni. Gróf Batthyány Pál zalai főispán lemondása elismertetése után 1909-ben, szmrecsányi Szmrecsányi Györgyöt és iszkázi Árvay Lajos alispánt mellett, boldogfai Farkas József országgyűlési képviselő urat is javasolták mint a lehetséges következő zalai főispán; Farkas József azonban hivatalosan jelentette ki, hogy nem vállalja a főispánságot. A távozó főispán Batthyány gróf mondta, hogy "csak térbelileg távozik, lelki világa egy lesz Zalavármegye népének lelki világával". A hivatalt jóval később, majd csak 1911. szeptember 21-én foglalta el dr. sipeki Balás Béla.
Az 1910-i általános országgyűlési választásokon, Zalaegerszegen 1910. június 1.-jén, gróf Batthyány Pál vett részt mint a zalaegerszegi kerület jelöltje a Függetlenségi és Negyvennyolcas Párt számára a nagy ellenfelével, a Katolikus Néppárti boldogfai Farkas József volt országgyűlési képviselővel szemben. Batthyány Pál gróf ekkor 1109 szótöbbséggel győzött és az 1910-1915-i ciklusra országgyűlési képviselővé választották. 1910-re a zalaegerszegi kerületben mintegy 4700 választó volt és abból szavazott 3443. A hosszú kampány után, gróf Batthyány Pál nyert 2276 szavazatot, boldogfai Farkas József pedig 1167-et. Batthyány gróf a kerületét 1918-ig képviselte. 1929-ben Zala vármegye örökös törvényhatósági bizottsági tagnak választotta meg. E kitűnő bizalomra nagyértékü munkásságával, szociális érzékével, minden jóért és nemesért lelkesülő kiválóságával szolgált rá, mert bármi történjen a vármegyében akár politikai, akár társadalmi vonatkozású, mindenütt az első sorban látható. Élete utolsó 14 évében a zalacsányi földbirtokán gázdálkodott.
Zalacsányban 1934. augusztus 8-án hunyt el.

## Házassága és gyermekei
1895. április 27.-én Budapesten vette el a tekintélyes zalai köznemesi pallini Inkey családból való pallini Inkey Mária Valéria (Regőce, 1873. augusztus 24. – Zalacsány, 1937. március 22.) úrhölgyet, pallini Inkey Kálmán (1843–1876), zalaegerszegi alszolgabíró, földbirtokos, és kamjonkai Szemző Lujza (1849–1921) egyetlenegy leányát. Az apai nagyszülei pallini Inkey Gáspár (1800–1854), földbirtokos és petőházi Gludovácz Mária (1808–1891) voltak. Az anyai nagyszülei idősebb kamjonkai Szemző János (1799–1872), a Vaskorona rend lovagja, földbirtokos, és Glatz Erzsébet (1806–1863) voltak. Batthyány Pál gróf és pallini Inkey Valéria frigyéből származott:
- gróf Batthyány Marietta Ludmilla Ernesztina Alojzia Valeria (Bécs, 1896. július 22.–Erlen, Thurgau, Németország, 1982. augusztus 27.). Férje: trakostjani gróf Draskovich Iván (1876-1971).
- gróf Batthyány Lujza Maria Jozefa Antonia Paula (Zalacsány, 1897. július 6.–Budapest, 1981. december 21.). Első férje: benyói és urbanói gróf Benyovszky Móric (1872. április 8.–Budapest, 1936. február 4.), Baranya és Pécs város főispánja, földbirtokos.[21] Második férje: Wapkallo Witold (1909- +?).